# 올범주
범주론에서 올범주(-範疇, 미국 영어: fibered category, 영국 영어: fibred category, 프랑스어: catégorie fibrée) 또는 그로텐디크 올뭉치(영어: Grothendieck fibration)는 어떤 유일 올림 성질을 만족시켜서 올뭉치와 같은 성질을 보이는 함자이다. 내림 데이터나 스택을 정의할 때 쓰인다.

## 정의
올범주의 개념은 두 가지로 정의될 수 있다.
- 한 정의는 보다 개념적으로 명확하며, 준층의 정의의 직접적 일반화이다. 그러나 이는 올범주의 개념을 응용하기에 불필요한 추가 데이터(“쪼갬”)를 담고 있다.
- 다른 정의는 보다 기술적으로 용이하며, 불필요한 데이터를 담고 있지 않지만, 개념적으로 명확하지 않다.

이 두 정의 사이의 차이는 “쪼갬”이라는 데이터에 해당한다. 즉, 둘째 정의에 쪼갬의 데이터를 추가하면, 이는 첫째 정의와 동치이다.

### 쪼갬을 통한 정의
위상 공간 {\displaystyle B}가 주어졌다고 하자. 그렇다면, {\displaystyle X} 위의 쪼갬을 갖춘 올범주 {\displaystyle \Pi }는 다음과 같은 데이터로 주어진다.
- {\displaystyle B}의 각 열린집합 {\displaystyle U\subseteq B}에 대하여, 범주 {\displaystyle \Pi (U)}
- 두 열린집합 {\displaystyle U\subseteq V\subseteq B}에 대하여, 함자 {\displaystyle \operatorname {res} _{U}^{V}\colon \Pi (V)\to \Pi (U)}. 이를 제한 함자(영어: restriction functor)라고 한다.
- 세 열린집합 {\displaystyle U\subseteq V\subseteq W\subseteq B}에 대하여, 함자 {\displaystyle \operatorname {res} _{U}^{V}\circ \operatorname {res} _{V}^{W}}와 {\displaystyle \operatorname {res} _{U}^{W}} 사이의 자연 동형 {\displaystyle \tau _{U,V,W}\colon \operatorname {res} _{U}^{V}\circ \operatorname {res} _{V}^{W}\Rightarrow \operatorname {res} _{U}^{W}}

이는 다음 조건을 만족시켜야 한다.
임의의 네 열린집합 {\displaystyle U\subseteq V\subseteq W\subseteq X}에 대하여, {\displaystyle \tau _{U,V,X}\circ \tau _{V,W,X}=\tau _{U,W,X}\circ \tau _{U,V,W}}
보다 일반적으로, 임의의 범주 {\displaystyle {\mathcal {B}}}가 주어졌다고 하자. 그렇다면, {\displaystyle X} 위의 쪼갬을 갖춘 올범주는 다음과 같은 데이터로 주어진다.
- {\displaystyle {\mathcal {B}}}의 대상 {\displaystyle U}에 대하여, 범주 {\displaystyle \Pi (U)}
- 두 대상 사이의 사상 {\displaystyle i\colon U\to V}에 대하여, 함자 {\displaystyle \operatorname {res} _{i}\colon \Pi (V)\to \Pi (U)}. 이를 제한 함자(영어: restriction functor)라고 한다.
- 두 사상 {\displaystyle U{\xrightarrow {i}}V{\xrightarrow {j}}W}에 대하여, 함자 {\displaystyle \operatorname {res} _{i}\circ \operatorname {res} _{j}}와 {\displaystyle \operatorname {res} _{j\circ i}} 사이의 자연 동형 {\displaystyle \tau _{i,j}\colon \operatorname {res} _{i}\circ \operatorname {res} _{j}\Rightarrow \operatorname {res} _{j\circ i}}

이는 다음 조건을 만족시켜야 한다.
임의의 세 사상 {\displaystyle U{\xrightarrow {i}}V{\xrightarrow {j}}W{\xrightarrow {k}}X}에 대하여, {\displaystyle \tau _{i,k\circ j}\circ \tau _{j,k}=\tau _{j\circ i,k}\circ \tau _{i,j}}

### 데카르트 사상을 통한 정의

#### 데카르트 사상
함자 {\displaystyle \Pi \colon {\mathcal {E}}\to {\mathcal {B}}}가 주어졌다고 하자. {\displaystyle {\mathcal {E}}}의 사상 {\displaystyle f\colon X\to Y}가 다음 보편 성질을 만족시킨다면, {\displaystyle f}를 데카르트 사상(Descartes寫像, 영어: Cartesian morphism, 프랑스어: morphisme cartésien)이라고 한다.
임의의
- 사상 {\displaystyle f'\colon X'\to Y}
- {\displaystyle {\hat {g}}\colon \Pi (X')\to \Pi (X)}

에 대하여, 만약 {\displaystyle \Pi (f)\circ {\hat {g}}=\Pi (f')}라면, {\displaystyle \Pi (g)={\hat {g}}}이며 {\displaystyle f\circ g=f'}인 사상 {\displaystyle g\colon X'\to X}가 유일하게 존재한다.
{\displaystyle {\begin{matrix}{\mathcal {E}}&\qquad {\overset {\Pi }{\to }}\qquad &{\mathcal {B}}\\\hline {\begin{matrix}X'\\{\scriptstyle \exists !g}\downarrow {\color {White}\scriptstyle \exists !g}&\searrow \!\!^{f'}\!\!\!\!\!\!\\X&{\underset {f}{\to }}&Y\end{matrix}}&\qquad {\overset {\Pi }{\mapsto }}\qquad &{\begin{matrix}\Pi X'\\{\scriptstyle {\hat {g}}}\downarrow {\color {White}\scriptstyle {\hat {g}}}&\searrow \!\!^{\Pi f'}\!\!\!\!\!\!\\\Pi X&{\underset {\Pi f}{\to }}&\Pi Y\end{matrix}}\end{matrix}}}

#### 올범주
함자 {\displaystyle \Pi \colon {\mathcal {E}}\to {\mathcal {B}}}가 다음 조건을 만족시킨다면, 올범주(영어: fibered category)라고 한다.
- 대상 {\displaystyle Y\in {\mathcal {E}}} 및 {\displaystyle {\mathcal {B}}} 속의 임의의 사상 {\displaystyle {\hat {f}}\colon {\hat {X}}\to \Pi (Y)}에 대하여, {\displaystyle \Pi (X)={\hat {X}}}이며 {\displaystyle \Pi (f)={\hat {f}}}인 대상 {\displaystyle X\in {\mathcal {E}}} 및 데카르트 사상 {\displaystyle f\colon X\to Y}가 존재한다.
{\displaystyle {\begin{matrix}{\mathcal {E}}&\qquad {\overset {\Pi }{\to }}\qquad &{\mathcal {B}}\\\hline \exists X{\overset {\exists f}{\to }}Y&\qquad {\overset {\Pi }{\mapsto }}\qquad &{\hat {X}}{\overset {\hat {f}}{\to }}\Pi Y\end{matrix}}}

이 경우, {\displaystyle f}를 {\displaystyle {\hat {f}}}의 {\displaystyle X}에서의 데카르트 올림(영어: Cartesian lift)이라고 한다. 데카르트 올림은 보편 성질에 의하여 정의되므로, 이들은 만약 존재한다면 유일한 동형 사상 아래 유일하다.
올범주의 쪼갬(영어: cleavage, 프랑스어: clivage)은 각 {\displaystyle (X,{\hat {f}})}에 대하여 한 올림을 고르되, 만약 {\displaystyle {\hat {f}}}가 항등 사상일 때 항등 사상을 고른 것이다. 이는 선택 공리에 대하여 항상 존재한다. 이에 따라, {\displaystyle {\mathcal {B}}}의 각 사상 {\displaystyle f\colon U\to V}에 대하여 함자 {\displaystyle \operatorname {res} _{f}\colon \Pi (V)\to \Pi (U)}가 정의된다.
올범주 {\displaystyle \Pi \colon {\mathcal {E}}\to {\mathcal {B}}}의, 대상 {\displaystyle {\hat {X}}\in {\mathcal {B}}} 위의 올(미국 영어: fiber, 영국 영어: fibre, 프랑스어: fibre) {\displaystyle {\mathcal {E}}({\hat {X}})}은 {\displaystyle {\hat {X}}}의 원상과 그 사이의 사상들로 구성된, {\displaystyle {\mathcal {E}}}의 부분 범주이다.

#### 올범주 사상
같은 밑범주를 갖는 두 올범주 {\displaystyle \Pi \colon {\mathcal {E}}\to {\mathcal {B}}}, {\displaystyle \Pi '\colon {\mathcal {E}}'\to {\mathcal {B}}} 사이의 사상은 다음 두 조건을 만족시키는 함자 {\displaystyle F\colon {\mathcal {E}}\to {\mathcal {E}}'}이다.
- 조각 범주 {\displaystyle \operatorname {Cat} /{\mathcal {B}}}의 사상이다. 즉, 다음과 같은 함자 가환 그림이 성립한다.
{\displaystyle {\begin{matrix}{\mathcal {E}}&{\overset {F}{\to }}&{\mathcal {E}}'\\&{\scriptstyle \Pi }\searrow &\downarrow \scriptstyle \Pi '\\&&{\mathcal {B}}\end{matrix}}}
- 데카르트 사상의 상은 항상 데카르트 사상이다.

{\displaystyle {\mathcal {B}}} 위의 (작은) 올범주와 올범주 사상의 범주를 {\displaystyle \operatorname {Fib} ({\mathcal {B}})}라고 한다.

## 성질

### 합성
두 올범주의 합성은 역시 올범주를 이룬다.
작은 범주의 범주 {\displaystyle \operatorname {Cat} }에서, 다음과 같은 당김이 주어졌다고 하자.
{\displaystyle {\begin{matrix}{\mathcal {C}}\times _{\mathcal {B}}{\mathcal {D}}&{\overset {\Pi '}{\to }}&{\mathcal {D}}\\\downarrow &&\downarrow \\{\mathcal {C}}&{\underset {\Pi }{\to }}&{\mathcal {B}}\\\end{matrix}}}
만약 {\displaystyle \Pi }가 올범주라면 {\displaystyle \Pi '} 역시 올범주이다. 즉, 올범주성은 당김에 대하여 안정적이다.

### 분해계
올범주 {\displaystyle \Pi \colon {\mathcal {E}}\to {\mathcal {B}}}에서, 만약 {\displaystyle {\mathcal {B}}} 위에 분해계 {\displaystyle ({\mathfrak {E}},{\mathfrak {M}})}가 주어졌다고 하자. 그렇다면, 다음을 정의하자.
- {\displaystyle {\mathfrak {E}}'}은 {\displaystyle {\mathcal {E}}}의 사상 가운데, {\displaystyle \Pi }에 대한 상이 {\displaystyle {\mathfrak {E}}}에 속하는 것들의 모임이다.
- {\displaystyle {\mathfrak {M}}'}은 {\displaystyle {\mathcal {E}}}의 데카르트 사상 가운데, {\displaystyle \Pi }에 대한 상이 {\displaystyle {\mathfrak {M}}}에 속하는 것들의 모임이다.

그렇다면, {\displaystyle ({\mathfrak {E}}',{\mathfrak {M}}')}은 {\displaystyle {\mathfrak {E}}} 위의 분해계를 이룬다. 특히, {\displaystyle {\mathcal {E}}}가 동형 사상의 모임이며, {\displaystyle {\mathfrak {M}}}이 모든 사상의 모임이라고 하자. 이는 자명하게 분해계를 이루며, 이 경우 {\displaystyle {\mathfrak {M}}'}은 모든 데카르트 사상의 모임이며 {\displaystyle {\mathfrak {E}}'}은 동형 사상의 원상의 모임이다. 따라서 (동형 사상의 원상, 데카르트 사상)은 올범주의 분해계를 이룬다.

## 종류
모든 올이 준군을 이루는 올범주를 준군 올범주(準群-範疇, 미국 영어: category fibered in groupoids, 영국 영어: category fibred in groupoids, 프랑스어: catégorie fibrée en groupoïdes)라고 한다. 모든 올이 이산 범주(즉, 항등 사상 밖의 사상을 갖지 않는 범주)인 올범주를 이산 올범주(영어: discretely fibred category)라고 한다.

## 예

### 곱 올범주
두 범주 {\displaystyle {\mathcal {C}}}, {\displaystyle {\mathcal {D}}}가 주어졌다고 하자. 그렇다면, 그 곱범주 {\displaystyle {\mathcal {C}}\times {\mathcal {D}}}에서 {\displaystyle {\mathcal {C}}} (또는 {\displaystyle {\mathcal {D}}})로 사영하는 함자
{\displaystyle \operatorname {proj} _{\mathcal {C}}\colon {\mathcal {C}}\times {\mathcal {D}}\to {\mathcal {C}}}
{\displaystyle \operatorname {proj} _{\mathcal {D}}\colon {\mathcal {C}}\times {\mathcal {D}}\to {\mathcal {D}}}
는 올범주를 이룬다.

### 조각 범주
범주 {\displaystyle {\mathcal {C}}} 속의 대상 {\displaystyle B\in {\mathcal {C}}}에 대한 조각 범주 {\displaystyle {\mathcal {C}}/B}를 생각하자. 그렇다면, 사상을 그 정의역으로 대응시키는 망각 함자
{\displaystyle {\mathcal {C}}/B\to {\mathcal {C}}}
{\displaystyle (X{\xrightarrow {f}}B)\mapsto X}
{\displaystyle {\begin{pmatrix}X&{\xrightarrow {f}}&Y\\&\searrow &\downarrow \\&&B\end{pmatrix}}\mapsto (X{\xrightarrow {f}}Y)}
는 이산 올범주를 이룬다. 대상 {\displaystyle X\in {\mathcal {C}}} 위의 올은 사상 모임 (이산 범주) {\displaystyle \hom _{\mathcal {C}}(X,B)}이다.
이는 사실 표현 가능 준층
{\displaystyle \hom _{\mathcal {C}}(-,B)\colon {\mathcal {C}}^{\operatorname {op} }\to \operatorname {Set} }
에 그로텐디크 구성을 가한 것이다.

### 공역 올범주
범주 {\displaystyle {\mathcal {C}}}가 모든 당김을 갖는다고 하자. 그렇다면, {\displaystyle {\mathcal {C}}}의 화살표 범주 {\displaystyle {\mathcal {C}}^{\to }}를 생각하자. 사상을 그 공역으로 대응시키는 함자
{\displaystyle \operatorname {codom} _{\mathcal {C}}\colon {\mathcal {C}}^{\to }\to {\mathcal {C}}}
{\displaystyle \operatorname {codom} _{\mathcal {C}}\colon (A{\overset {f}{\to }}B)\mapsto B}
{\displaystyle \operatorname {codom} _{\mathcal {C}}\colon \left({\begin{matrix}A&{\overset {f}{\to }}&B\\{\scriptstyle h}\downarrow &&\downarrow \scriptstyle k\\C&{\underset {g}{\to }}&D\end{matrix}}\right)\mapsto (B{\overset {k}{\to }}D)}
를 생각하자. 이는 올범주를 이루며,:Example 3.15 사상 {\displaystyle f\colon A\to B}의, {\displaystyle g\in {\mathcal {C}}^{\to }} ({\displaystyle g\colon C\to B})에서의 올림은 다음과 같은 ({\displaystyle A\times _{B}C\to A}에서 {\displaystyle g}로 가는 {\displaystyle {\mathcal {C}}^{\to }}의 사상으로 간주한) 당김이다.
{\displaystyle {\begin{matrix}{\begin{matrix}A\times _{B}C&\to &C\\\downarrow &&\downarrow \scriptstyle g\\A&{\underset {f}{\to }}&B\end{matrix}}\end{matrix}}}

### 그로텐디크 구성
작은 범주의 범주 {\displaystyle \operatorname {Cat} }로 가는 함자
{\displaystyle F\colon {\mathcal {C}}^{\operatorname {op} }\to \operatorname {Cat} }
가 주어졌을 때, {\displaystyle {\mathcal {C}}} 위의 그로텐디크 구성(영어: Grothendieck construction) {\displaystyle {\mathcal {C}}\textstyle \int F}를 다음과 같이 정의하자.
- {\displaystyle {\mathcal {C}}\textstyle \int F}의 대상 {\displaystyle (X,x)}은 {\displaystyle {\mathcal {C}}}의 대상 {\displaystyle X\in {\mathcal {C}}}와 {\displaystyle F(X)}의 대상 {\displaystyle x\in F(X)}의 순서쌍이다.
- {\displaystyle {\mathcal {C}}\textstyle \int F}의 사상 {\displaystyle (f,\phi )\colon (X,x)\to (X',x')}은 {\displaystyle {\mathcal {C}}}의 사상 {\displaystyle f\colon X\to X'}과 {\displaystyle F(X)}의 사상 {\displaystyle x\to Ff(x')}의 순서쌍이다.

그렇다면, {\displaystyle {\mathcal {C}}\textstyle \int F}는 {\displaystyle {\mathcal {C}}} 위의 올범주를 이룬다. {\displaystyle X\in {\mathcal {C}}} 위의 올은 작은 범주 {\displaystyle F(X)}이다.

#### 가군 범주
범주 {\displaystyle \operatorname {Mod} }를 다음과 같이 정의하자.
- {\displaystyle \operatorname {Mod} }의 대상 {\displaystyle (R,M)}은 가환환 {\displaystyle R}와 그 위의 가군 {\displaystyle M}의 순서쌍이다.
- {\displaystyle \operatorname {Mod} }의 사상 {\displaystyle (f,\phi )\colon (R,M)\to (R',M')}은 환 준동형 {\displaystyle f\colon R\to R'}과 {\displaystyle R}-가군 준동형 {\displaystyle \phi \colon M\to f^{*}M'}의 순서쌍이다.

그렇다면, {\displaystyle \operatorname {Mod} }는 가환환 범주 {\displaystyle \operatorname {CRing} } 위의 올범주를 이룬다. 가환환 {\displaystyle R} 위의 올은 {\displaystyle R}-가군들의 범주 {\displaystyle \operatorname {Mod} _{R}}이다.
이는 가환환을 가군 아벨 범주로 대응시키는 함자
{\displaystyle M\colon \operatorname {CRing} ^{\operatorname {op} }\to \operatorname {Cat} }
{\displaystyle M\colon R\mapsto \operatorname {Mod} _{R}}
{\displaystyle M\colon (f\colon R\to S)\mapsto (f^{*}\colon \operatorname {Mod} _{S}\to \operatorname {Mod} _{R})}
에 대한 그로텐디크 구성이다. 즉, 이 올범주의 올은 {\displaystyle \operatorname {Mod} _{R}}이다.

### 준연접층
범주 {\displaystyle \operatorname {QCoh} }를 다음과 같이 정의하자.
- {\displaystyle \operatorname {QCoh} }의 대상 {\displaystyle (X,{\mathcal {F}})}는 스킴 {\displaystyle X}와 그 위의 준연접층 {\displaystyle {\mathcal {F}}}의 순서쌍이다.
- {\displaystyle \operatorname {QCoh} }의 사상 {\displaystyle (f,\phi )\colon (X,{\mathcal {F}})\to (Y,{\mathcal {G}})}는 스킴 사상 {\displaystyle f\colon X\to Y}과 층 사상 {\displaystyle \phi \colon {\mathcal {F}}\to f^{*}{\mathcal {G}}}의 순서쌍이다.

그렇다면, 스킴의 범주로 가는 망각 함자 {\displaystyle \operatorname {QCoh} \to \operatorname {Sch} }는 올범주를 이룬다.:53–55, §3.2.1 이는 스킴을 준연접층 아벨 범주로 대응시키는 함자
{\displaystyle \operatorname {Sch} ^{\operatorname {op} }\to \operatorname {Cat} }
{\displaystyle X\mapsto \operatorname {QCoh} _{X}}
에 대한 그로텐디크 구성이다. 이 경우, 임의의 두 스킴 사상 {\displaystyle X{\xrightarrow {f}}Y{\xrightarrow {g}}Z}에 대하여, 자연 동형
{\displaystyle f^{*}\circ g^{*}\Rightarrow (g\circ f)^{*}}
이 존재한다.
(만약 {\displaystyle \operatorname {Sch} } 위에 fpqc 위상을 부여한다면, 이는 스택을 이룬다.)

#### 원소 범주
모든 집합은 작은 이산 범주(모든 사상이 항등 사상인 범주)로 생각할 수 있다.
집합의 범주 {\displaystyle \operatorname {Set} }로 가는 함자
{\displaystyle F\colon {\mathcal {C}}^{\operatorname {op} }\to \operatorname {Set} }
가 주어졌을 때, {\displaystyle {\mathcal {C}}} 위의 원소 범주(영어: category of elements) {\displaystyle {\mathcal {C}}\textstyle \int F}를 다음과 같이 정의하자.
- {\displaystyle {\mathcal {C}}\textstyle \int F}의 대상 {\displaystyle (X,x)}은 {\displaystyle {\mathcal {C}}}의 대상 {\displaystyle X\in {\mathcal {C}}}와 {\displaystyle F(X)}의 원소 {\displaystyle x\in F(X)}의 순서쌍이다.
- {\displaystyle {\mathcal {C}}\textstyle \int F}의 사상 {\displaystyle f\colon (X,x)\to (X',x')}은 {\displaystyle Ff\colon x'\mapsto x}을 만족시키는 {\displaystyle {\mathcal {C}}}의 사상 {\displaystyle f\colon X\to X'}이다.

그렇다면, {\displaystyle {\mathcal {C}}\textstyle \int F}는 {\displaystyle {\mathcal {C}}} 위의 이산 올범주를 이룬다. {\displaystyle X\in {\mathcal {C}}} 위의 올은 (이산 범주로 간주한) 집합 {\displaystyle F(X)}이다.
원소 범주 구성은 함자 {\displaystyle F}의 치역이 모두 작은 이산 범주일 때의, 그로텐디크 구성의 특수한 경우이다.

#### 부분 대상 범주
모든 부분 순서 집합은 작은 얇은 범주로 생각할 수 있다.
모든 당김을 갖는 작은 범주 {\displaystyle {\mathcal {C}}}에 대하여, 부분 순서 집합의 범주 {\displaystyle \operatorname {Poset} }로 가는 다음과 같은 함자를 생각하자.
{\displaystyle \operatorname {Sub} \colon {\mathcal {C}}^{\operatorname {op} }\to \operatorname {Poset} }
{\displaystyle \operatorname {Sub} \colon X\mapsto \operatorname {Sub} (X)}
{\displaystyle \operatorname {Sub} \colon (f\colon X\to Y)\mapsto \left(f^{*}\colon \operatorname {Sub} (Y)\to \operatorname {Sub} (X)\right)}
여기서 {\displaystyle \operatorname {Sub} (X)}는 {\displaystyle X}의 부분 대상들의 부분 순서 집합이며, {\displaystyle f^{*}}은 단사 사상의 당김이다 (단사 사상은 당김에 의하여 보존된다). 이에 대하여 그로텐디크 구성을 가할 수 있으며, 이를 부분 대상 올범주 {\displaystyle \operatorname {Sub} ({\mathcal {C}})}라고 한다. 구체적으로, 이는 다음과 같다.
- {\displaystyle \operatorname {Sub} ({\mathcal {C}})}의 대상 {\displaystyle (X,x)}은 {\displaystyle {\mathcal {C}}}의 대상 {\displaystyle X\in {\mathcal {C}}}와 그 부분 대상 {\displaystyle x\in \operatorname {Sub} (X)}의 순서쌍이다.
- {\displaystyle \operatorname {Sub} ({\mathcal {C}})}의 사상 {\displaystyle f\colon (X,x)\to (X',x')}은 {\displaystyle x\leq f^{*}(x')}을 만족시키는 {\displaystyle {\mathcal {C}}}-사상 {\displaystyle f\colon X\to X'}이다.

이는 {\displaystyle {\mathcal {C}}} 위의 올범주를 이루며, {\displaystyle X\in {\mathcal {C}}} 위의 올은 {\displaystyle \operatorname {Sub} (X)}이다.

### 위상 함자
모든 위상 함자는 정의에 따라 올범주를 이룬다. 이 개념은 사상을 "원천"이라는 도형으로 일반화하여 얻으며, 이 경우 데카르트 사상은 "시작 원천"이라는 개념으로 일반화된다.

### 올다발
올다발의 범주 {\displaystyle \operatorname {Bun} }을 생각하자. 그 대상은 올다발 {\displaystyle \pi \colon E\twoheadrightarrow B}이며, 그 사상은 다발 사상
{\displaystyle {\begin{matrix}E&{\overset {f}{\to }}&E'\\{\scriptstyle \!\!\!\!\pi }\downarrow {\scriptstyle \color {White}\pi \!\!\!\!}&&{\scriptstyle \!\!\!\!\color {White}\pi '}\downarrow {\scriptstyle \pi '\!\!\!\!}\\B&{\underset {g}{\to }}&B'\end{matrix}}}
이다. 이 경우, 밑공간으로 가는 망각 함자
{\displaystyle \operatorname {codom} \colon \operatorname {Bun} \to \operatorname {Top} }
{\displaystyle \operatorname {codom} \colon (E\,{\xrightarrow {\pi }}\,B)\mapsto B}
{\displaystyle \operatorname {codom} \colon \left({\begin{smallmatrix}E&{\overset {f}{\to }}&E'\\{\scriptstyle \!\!\pi }\downarrow {\scriptstyle \color {White}\pi \!\!}&&{\scriptstyle \!\!\color {White}\pi '}\downarrow {\scriptstyle \pi '\!\!}\\B&{\underset {g}{\to }}&B'\end{smallmatrix}}\right)\mapsto g}
는 올범주이다. 위상 공간 {\displaystyle B} 위의 올은 {\displaystyle B} 위의 올다발과, 밑공간에 대하여 항등 함수인 올다발 사상의 범주 {\displaystyle \operatorname {Bun} _{B}}이다.
이 함자의 쪼갬은 사상 {\displaystyle g\colon B\to B'}에 대하여 올다발의 당김 함자 {\displaystyle g^{*}\colon \operatorname {Bun} _{B'}\to \operatorname {Bun} _{B}}를 고르는 것에 대응한다.
마찬가지로, 벡터 다발의 범주 {\displaystyle \operatorname {Vect} } 역시 위상 공간의 범주 위의 올범주
{\displaystyle \operatorname {codom} \colon \operatorname {Vect} \to \operatorname {Top} }
를 이룬다.
모든 위상 공간의 범주 대신, 한 위상 공간 {\displaystyle X}의 열린집합들의 범주 {\displaystyle \operatorname {Open} (X)}를 생각하자. 그렇다면 마찬가지로 {\displaystyle X}의 열린집합에 정의된 올다발 또는 벡터 다발의 범주의 망각 함자
{\displaystyle \operatorname {Bun} _{\operatorname {Open} (X)}\to \operatorname {Open} (X)}
{\displaystyle \operatorname {Vect} _{\operatorname {Open} (X)}\to \operatorname {Open} (X)}
역시 올범주를 이룬다.
(이 함자에서, 밑범주를 위상 공간의 범주 또는 주어진 위상 공간의 열린집합의 범주 대신 다양체의 범주로 잡으면, 이는 더 이상 올범주가 아니다. 이는 다양체의 범주에서는 올곱이 존재하지 않기 때문이다.)

### 층
범주 {\displaystyle \operatorname {Sh} }가 다음과 같다고 하자.
- 그 대상은 순서쌍 {\displaystyle (X,{\mathcal {F}})}이다. 여기서 {\displaystyle X}는 위상 공간이며 {\displaystyle {\mathcal {F}}}는 그 위의 (집합 값의) 층이다.
- 그 사상 {\displaystyle (f,\phi )\colon (X,{\mathcal {F}})\to (Y,{\mathcal {G}})}은 연속 함수 {\displaystyle X\to Y}와 층 사상 {\displaystyle {\mathcal {F}}\to f^{*}{\mathcal {G}}}로 주어진다. 만약 층을 에탈레 공간으로 생각할 경우, 이는 다음과 같은 가환 그림에 해당한다.
{\displaystyle {\begin{matrix}{\mathcal {F}}&{\overset {f}{\to }}&{\mathcal {G}}\\{\scriptstyle \!\!\!\!\pi _{\mathcal {F}}}\downarrow {\scriptstyle \color {White}\pi \!\!\!\!}&&{\scriptstyle \!\!\!\!\color {White}\pi '}\downarrow {\scriptstyle \pi _{\mathcal {G}}\!\!\!\!}\\X&{\underset {f}{\to }}&Y\end{matrix}}}

즉, 에탈레 공간 구성에 따라서 {\displaystyle \operatorname {Sh} }는 화살표 범주 {\displaystyle \operatorname {Top} ^{\to }}의 부분 범주로 여길 수 있다.
그렇다면, 위상 공간으로 가는 망각 함자는 올범주를 이룬다. 이 경우 위상 공간 {\displaystyle X} 위의 올은 {\displaystyle X} 위의 층들의 범주 {\displaystyle \operatorname {Sh} (X)}이다.
마찬가지로, 임의의 위상 공간 {\displaystyle X}에 대하여, 그 열린집합의 범주 {\displaystyle \operatorname {Open} (X)} 및 열린집합에 정의된 층의 범주 {\displaystyle \operatorname {Sh} _{\operatorname {Open} (X)}}를 생각할 수 있다. 그렇다면 망각 함자 {\displaystyle \operatorname {Sh} _{\operatorname {Open} (X)}\to \operatorname {Open} (X)} 역시 올범주이다.
위 정의에서, 집합 값의 층 대신 군이나 아벨 군이나 환이나 가환환 (또는 일반적으로 대수 구조 다양체) 값의 층을 사용하여도 마찬가지다.

## 역사
올범주는 《마리 숲 대수기하학 세미나》 1권 (SGA1) 6장:164–165, Définition 6.1에서 도입되었다. 원래 SGA1에서는 "데카르트 사상"을 위의 정의보다 더 약하게 정의하였지만,:161, Définition 5.1 이후 더 강한 조건을 만족시키는 정의가 더 널리 쓰이게 되었다. (올범주의 정의는 데카르트 사상의 두 정의에 상관없이 동치이다.)

## 같이 보기
- 스택 (수학)

## 참고 문헌
1. 1 2 3  Viscoli, Angelo (2007년 5월 17일). “Notes on Grothendieck topologies, fibered categories and descent theory” (영어). arXiv:math/0412512. Bibcode:2004math.....12512V.
2. 1 2  Grothendieck, A., 편집. (1971). 〈Exposé VI. Catégories fibrées et descente〉. 《Séminaire de géométrie algébrique du Bois Marie 1960–61. Revêtements étales et groupe fondamental (SGA 1)》. Lecture Notes in Mathematics (프랑스어) 224. Springer. 145–194쪽. arXiv:math/0206203. doi:10.1007/BFb0058656. ISBN 978-3-540-05614-0. ISSN 0075-8434.